# Kevin Love
Kevin Love (* 7. září 1988, Santa Monica, USA) je americký profesionální basketbalista, hrající od roku 2022 za Miami Heat.

## Kariéra
V letech 2008–2014 hrál Love za tým Minnesota Timberwolves. V letech 2014-2022 byl členem Cleveland Cavaliers se kterým v roce 2016 ovládl celou NBA. OD roku 2022 nastupuje za Miami Heat..